# بونو (ساردینیا)
بونو (به ایتالیایی: Bono) یک کومونه در ایتالیا است که در استان ساساری واقع شده‌است.

## خصوصیات
بونو ۷۴٫۵ کیلومترمربع مساحت و ۳٬۶۷۹ نفر جمعیت دارد و ۵۴۰ متر بالاتر از سطح دریا واقع شده‌است.